# 公子
公子，原意指諸侯之子，有時也可以指诸侯之女。後人遂将世家門閥子弟稱作公子，或作卿子。

## 現代
「公子」一稱，今日常用於尊稱他人的子女（通常是兒子）。如：
- 令公子青春幾何，是否婚娶了？
- 这位就是女公子吧？